# Sportovní Klub Slavia Praha 1994-1995
Questa voce raccoglie le informazioni riguardanti lo Sportovní Klub Slavia Praha nelle competizioni ufficiali della stagione 1994-1995.

## Stagione
Lo Slavia Praga, alla guida di Beránek, la squadra lotta al titolo contro i rivali dello Sparta che alla fine vincono il torneo con 6 lunghezze di vantaggio sullo Slavia.
In Europa lo Slavia esclude il Cork City (6-0) ma esce ai trentaduesimi contro l'AIK (2-2, regola dei gol fuori casa).

## Calciomercato
Vengono ceduti Jánoš (Jablonec), Vahala (Hradec Králové), Hysky (Slovan Liberec, Šilhavý, Fryc (Kaučuk Opava), Hipp (Košice), Šimáček, Tatarčuk (CSKA Mosca), Necas (Union Cheb), Novák (Jablonec), Rusnák (Slovan Bratislava), nell'ottobre del 1994 Kulhanek (Chmel Blšany) e nel gennaio 1995 Pixa (Teplice) e Veselý (Bohemians Praga).
Vengono acquistati Stejskal (QPR), Jirásek, Hunal (Kladno), Hogen (Viktoria Žižkov), Jarolím, Krištofík (Slovan Bratislava), Šmejkal (Viktoria Plzeň), Vavra e Štajner.

## Rosa
| N. |                      | Ruolo | Calciatore       |
| -- | -------------------- | ----- | ---------------- |
|    | Rep. Ceca (bandiera) | P     | Jan Stejskal     |
|    | Rep. Ceca (bandiera) | D     | Radek Bejbl      |
|    | Rep. Ceca (bandiera) | D     | Jindřich Jirásek |
|    | Rep. Ceca (bandiera) | D     | Luboš Kozel      |
|    | Rep. Ceca (bandiera) | D     | Jiří Lerch       |
|    | Rep. Ceca (bandiera) | D     | Tomáš Hunal      |
|    | Rep. Ceca (bandiera) | D     | Pavel Novotný    |
|    | Rep. Ceca (bandiera) | D     | Martin Penicka   |
|    | Rep. Ceca (bandiera) | D     | Jan Suchopárek   |

| N. |                       | Ruolo | Calciatore       |
| -- | --------------------- | ----- | ---------------- |
|    | Rep. Ceca (bandiera)  | C     | Patrik Berger    |
|    | Rep. Ceca (bandiera)  | C     | Roman Hogen      |
|    | Rep. Ceca (bandiera)  | C     | Lukáš Jarolím    |
|    | Rep. Ceca (bandiera)  | C     | Daniel Šmejkal   |
|    | Rep. Ceca (bandiera)  | C     | Vladimír Šmicer  |
|    | Slovacchia (bandiera) | C     | Ondrej Krištofík |
|    | Rep. Ceca (bandiera)  | A     | Ivo Knoflíček    |
|    | Rep. Ceca (bandiera)  | A     | Jiří Vavra       |
|    | Rep. Ceca (bandiera)  | A     | Jiří Štajner     |